# 오사카성

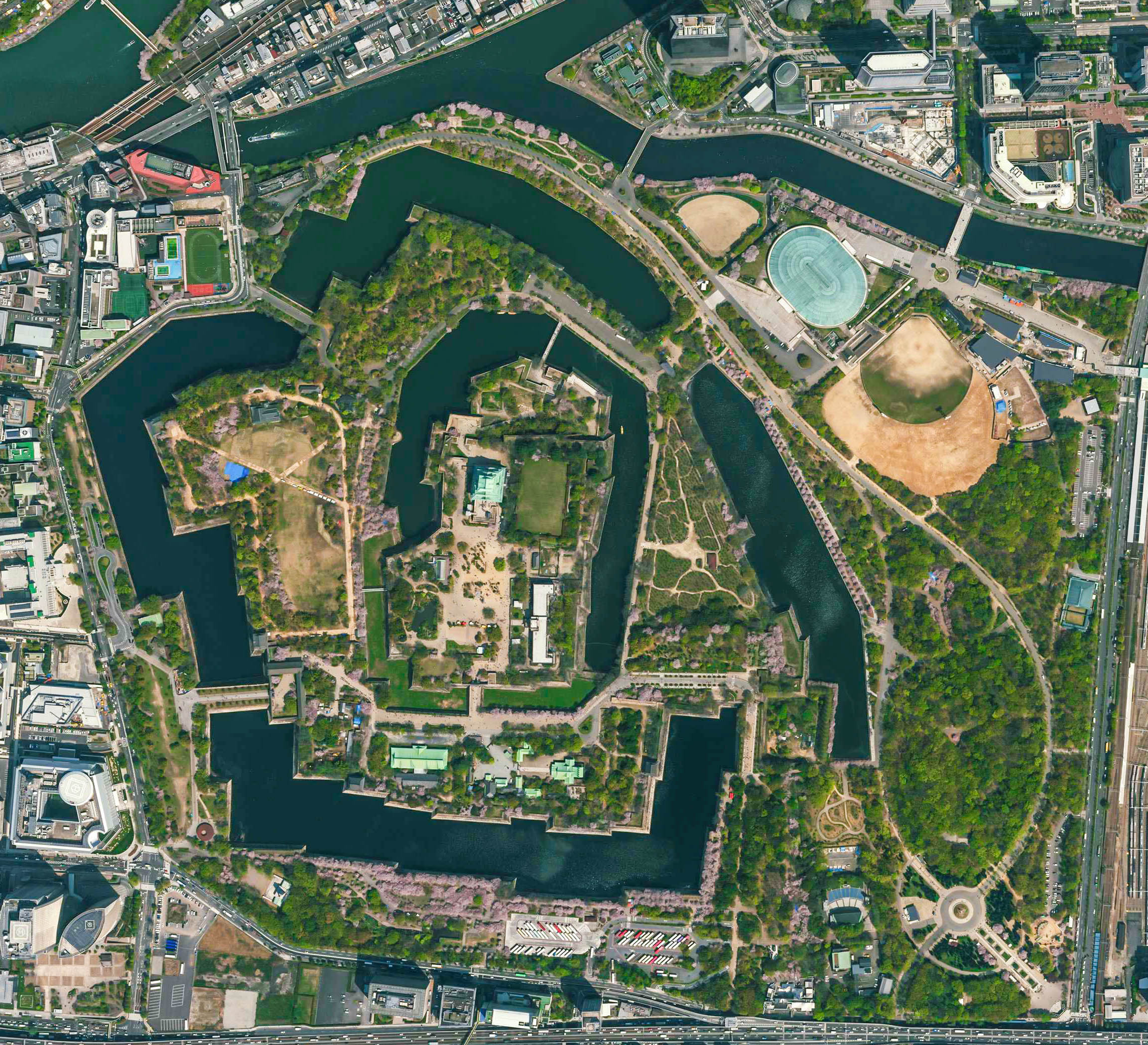
2017년 오사카성 항공 사진

오사카성(일본어: 大坂城, 大阪城 오사카조[*])은 셋쓰국 히가시나리군 오사카에 있었던 아즈치모모야마 시대부터 에도 시대의 성이다. 다른 이름은 긴조(金城) 혹은 긴조(錦城)로, 과거에는 오사카(大坂)가 근대에 와서 오사카(大阪)로 표기하도록 개정되었기 때문에, 현재에는 오사카(大阪)라고 많이 표기하고 있다. 또, 과거에는 오자카라고 읽었지만, 현재에는 오사카로 많이 읽힌다. 도요토미 정권의 본성으로 있었지만, 오사카 전투에서 소실되었다. 그리고 그 후, 에도 시대에 재건을 해 에도 막부의 서일본 지배의 거점으로 삼았다. 성이 있는 곳은 현재 오사카부 오사카시 주오구의 오사카조 공원(大阪城公園)이다. 구마모토성, 나고야성과 더불어 일본 3대 명성중 하나이다.

## 역사

### 아즈치모모야마 시대
도요토미 가문의 오사카성

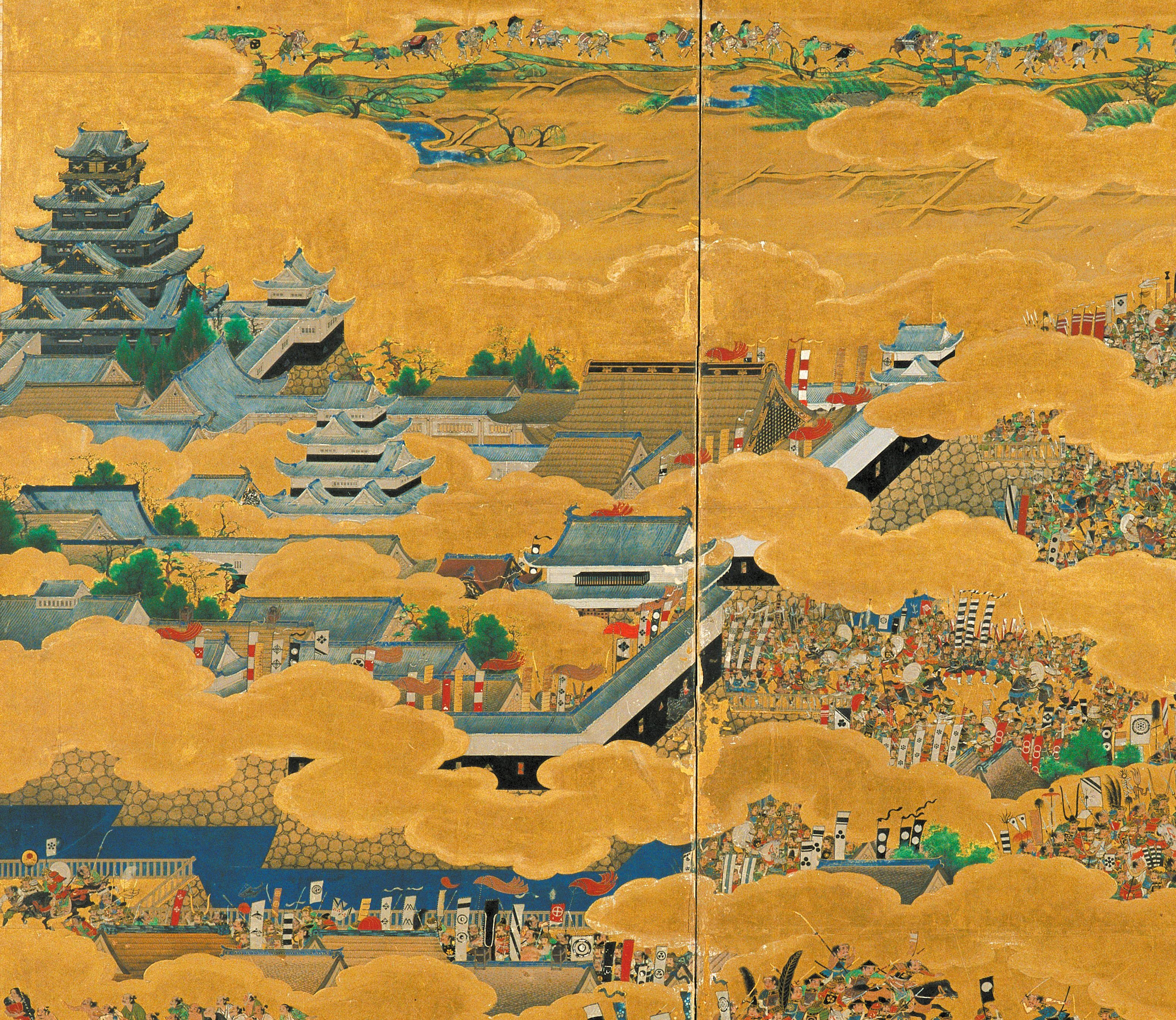
도요토미 가문의 천수
〈오사카 여름의진도 병풍〉

1583년 센고쿠 시대 이시야마 혼간지와 그 절안에 위치한 마을에 도요토미 히데요시가 축성을 개시했다.
완성에 1년반이 소요된 혼마루는 이시야마 혼간지터에 조성되었고, 천수는 옛 그림에서 보는 것과 같이 외관은 5층5계이다. 그리고, 기와등에 금박을 입혀 화려하게 장식했다. 히데요시의 임종이 있기까지 니노마루, 산노마루에는 소가마에를 건설해 3중의 해자와 운하가 있는 견실한 성으로 완성되었다. 한창 오사카성을 축성할 때 히데요시를 방문한 오토모 소린이 성 주위를 둘러보고는〈오사카성은 삼국.무쌍〉이라고 불렀다고 한다.
축성자로 있는 히데요시 자신은 교토에 주라쿠 다이, 후시미성을 차례차례 축성하고, 오사카보다는 주로 교토에 머물렀다. 히데요시가 죽은 후 1599년 도요토미 히데요리가 후시미성에서 오사카성의 혼마루로 이주한다. 또, 정권을 실질적으로 장악한 고다이로(五大老)의 도쿠가와 이에야스도 오사카성의 니노마루로 옮겨와 정무를 보아온다.

### 에도 시대
1603년 에도 막부가 성립된 후에도 히데요시 오사카성에 머물면서 셋쓰를 지배했고, 1614년 오사카성 겨울전투에서 이에야스가 이끄는 군의 공격을 물리친다. 그리고, 소마에와 산노마루를 폐기하는 조건으로 강화를 맺지만, 조건에 없는 니노마루의 외측 해자까지 메우게 되었다. 오사카성은 내측 해자와 혼마루만 남는 벌거벗은 성이 되어 버렸다. 히데요리는 매워진 외측 해자를 다시 만들었기 때문에 강화는 파기되어 겨울전투로부터 4개월 후 1615년 오사카 여름전투에서 패배하게 된다. 이때 혼마루는 소실되고, 도요토미 가문은 멸문되었다.
도쿠가와 가문의 오사카성

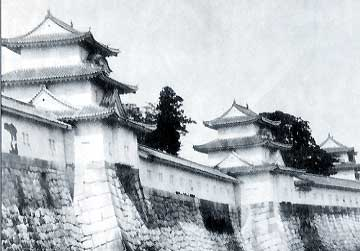
소실전의 망루

재만 남은 오사카성은 당초에 이에야스의 외손인 마쓰다이라 다다아키라에게 주었지만, 1619년 막부의 직할령으로 편입되었고, 1620년부터 도쿠가와 히데타다에 의해 성이 재건되어 1629년 완성되었다.
도쿠가와 가문의 오사카성은 도요토미 가문의 오사카성의 성벽과 해자를 파괴하고, 전체에 흙을 돋우어 그 위에 높은 석벽을 쌓아, 옛 도요토미씨의 오사카성의 흔적을 지워버린다.
도쿠가와 가문의 오사카성은 예전의 도요토미 가문의 성곽의 넓이에 1/4에 불과 했지만, 성의 상징인 천수는 크기와 높이면에서 기존의 도요토미씨 천수를 능가했고, 그 구조도 달랐다. 하지만, 외관은 5층으로 같다. 아마 이렇게 지어진 것은 옛 도요토미씨의 기억을 지우고 도쿠가와씨의 위세를 전국에 알리려는 속셈으로 보인다.
막부 직할 성으로 있는 도쿠가와 가문의 오사카성의 성주는 도쿠가와 막부가의 역대 쇼군이었고, 다이신에서 선출해 오사카성 조다이위탁했다. 또, 다이신보다 낮은 직급의 쇼신중에 6명을 선출해 2명은 오사카 조반과 오사카 가반을 두어 성을 경비했다. 에도 시대 여러번의 화재로 손상을 입어 수리를 했지만, 1665년 낙뢰로 인해 천수가 소실되었고, 그 후 천수의 복원은 없었다.

1868년 도바 후시미 전투 후, 막부군은 오사카성으로 패주했다. 쇼군 도쿠가와 요시노부는 배로 에도로 도망갔고, 오사카성은 신정부군에 개성되었다. 하지만, 전후 혼란속에 방화가 일어나 건물의 대부분은 소실되었다.

### 메이지 시대 이후

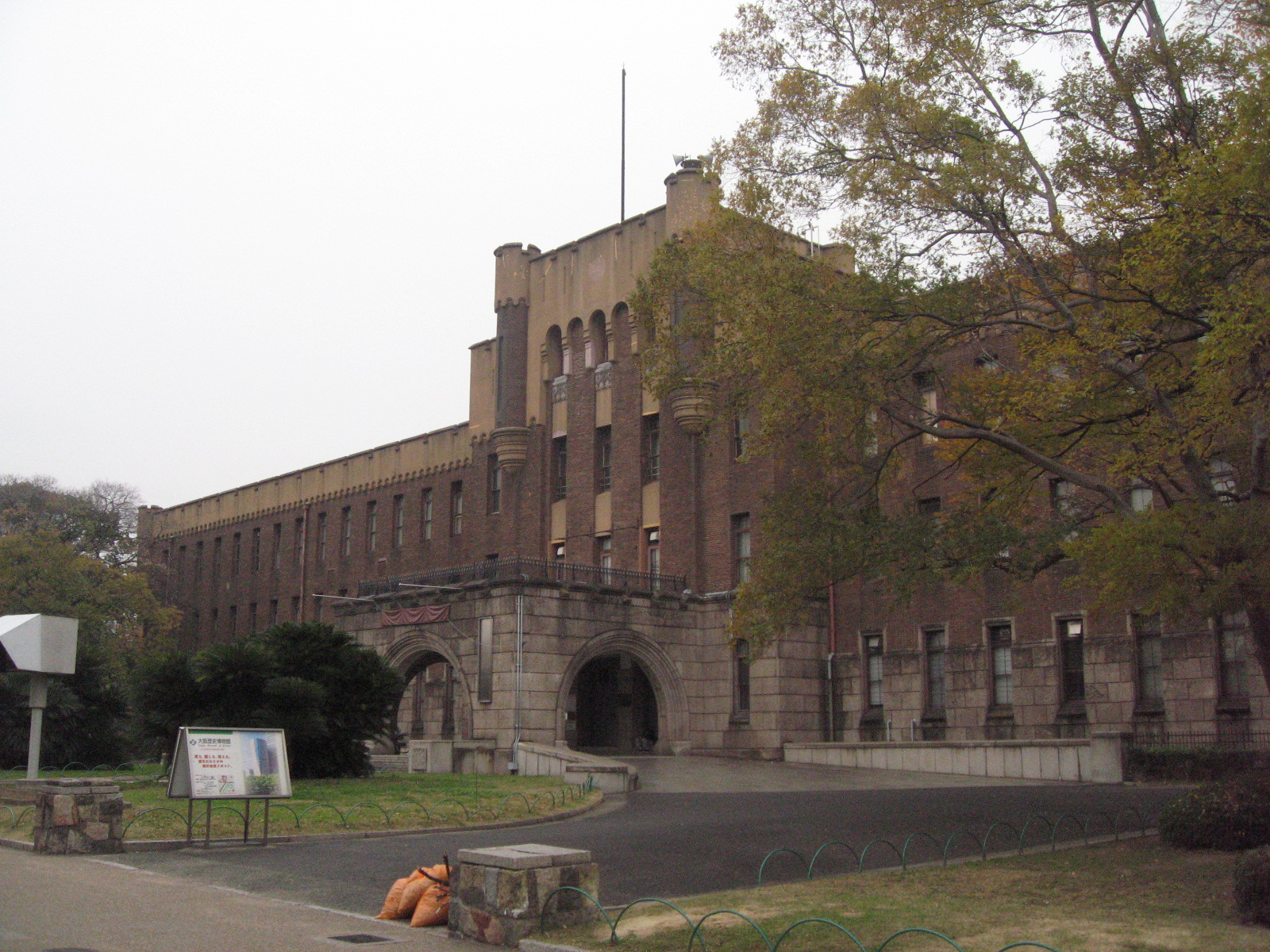
옛 제4사단 사령부

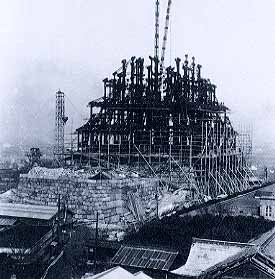
1930년 재건되는 천수각

메이지 신정부는 성내의 부지를 육군의 부지로 활용하고, 민간인의 출입을 금했다. 동쪽에는 국철 조토선(현재의 오사카 순환선)까지의 거대한 지역에 병기공장을 지었고, 이 때문에 태평양 전쟁시 미군의 공격목표가 되었다.
- 1870년(메이지 3년) 육군은 고호다이[5]를 설치하고, 보시업무를 개시했다.
- 1885년(메이지 18년) 와카야마성 니노마루로부터 어전 일부를 이축해, 기슈 어전이라 명명했다.
- 1888년(메이지 21년) 혼마루 사쿠라 문이 복원되었다.
- 1928년(쇼와 3년) 당시 오사카 시장 세키 하지메는 천수의 재건을 제안했고, 시민기금을 조성해 육군 제4사단 청사를 이전하고, 천수의 건설을 진행했다.
- 1931년(쇼와 6년) 철골 콘크리트로 복원 천수각을 준공했다.

태평양 전쟁에서는 메이지 유신시에 소실을 면한 건물이 소실되었다. 특히 1945년(쇼와 20년) 8월 14일 공습에 의해 교토역까지 피난민으로 인파가 밀려들었고, 피난민중 다수가 죽거나 부상을 입었다. 이때 마이니치 신문 오사카 본사 옥상에서 촬영한 천수각의 배경은 검은 연기로 뒤덮여 있었고, 그 후, 이 사진은 오사카 여름전투라고 불리게 되었다. 그러나 복원된 천수는 소실을 면했다.
종전 후 성내의 육군요지가 연합군에 접수되었고, 1947년(쇼와 22년) 미군에 의한 소실로 기슈 어전은 소실되었다.
- 1948년(쇼와 23년) 접수해제 후 건물의 수리가 진행되었고, 바깥 해자를 포함 넓은 지역이 오사카조 공원으로 정비되었다.
- 1950년(쇼와 25년) 태풍 제인에 의해 손상을 입어, 본격적인 보수작업을 시작한다. 더불어 학술조사도 실시되었다.
- 1959년(쇼와 34년) 지하에 도요토미씨의 오사카성의 잔해가 발견되었다. 그리고, 혼마루 내의 육군사단 사령부의 옛 시설은 잠깐 동안 오사카 부 경찰본부의 청사로 사용되어 성벽 일부를 사격훈련장으로 활용했다. 군수공장터에는 오랫동안 방치되어 남겨진 대량의 철과 구리를 노린 아팟치 족이 나타났고, 이것은 고마쓰 사쿄와 가이코 다케시의 소설의 무대가 되었다.
- 1983년(쇼와 58년)〈오사카 축성 400년 마쓰리〉를 겸해 오사카 순환선에 오사카조 공원 역이 신설되었고, 오사카성 홀도 개관되었다. 남아 있던 군수공장터에는 하나둘 대기업의 빌딩이 들어섰고, 성 북동쪽에는 오사카 비즈니스 파크가 조성되었다.
- 2006년(헤세 18년) 4월 6일 일본 100대 명성에 선정되었다.

## 구조
오사카성은 도요토미 가문이 축성한 성과 도쿠가와 가문이 재건한 성의 배치가 다르다. 현재 볼 수 있는 건물의 배치는 모두 에도 시대의 것으로 도쿠가와 가문이 축성한 것이다. 단, 해자와 문 등의 위치는 도요토미 가문과 별반 다를 게 없어 보인다.
성의 형식은 윤곽식 평성으로, 혼마루를 중심에 두고 외성을 동심원으로 배치했다. 그 사이에 내측 해자와 외측 해자를 두었다. 도요토미 히데요시는 오사카 시가지에서 천수가 잘 보이도록 천수의 위치와 도로의 배열등을 궁리했다고 전해진다.
대지의 북단에 축성한 오사카성의 방위상의 약점은 대지의 높이가 같은 남쪽이다. 그래서 서에서 남으로 해자를 만들어 성을 감쌌고, 다마쓰쿠리 문의 남쪽에 반월형의 외성 사나다마루를 축성했다. 역시나 오사카성의 남쪽이 오사카 겨울전투의 격전지였다.

### 입지
오사카성은 우에마치 대지의 북단에 위치해 있다. 대지의 북으로는 요도강의 본류가 흐르고 있어 천연의 요새이고, 또, 수로로 일본 서부에서 교토 지방으로 물자를 수송하려면 이 요도가와 강을 통해야 했기 때문에 교통의 요충지이기도 하다.
오사카성이 위치한 대지의 북단은 북, 동, 서쪽의 대지보다 상대적으로 높았기 때문에 두루 조망할 수 있다. 그리고, 북쪽에서 흐르는 요도가와 강의 지류를 이용해 성 안 해자에 물을 채우기도 했다.

### 복원 천수

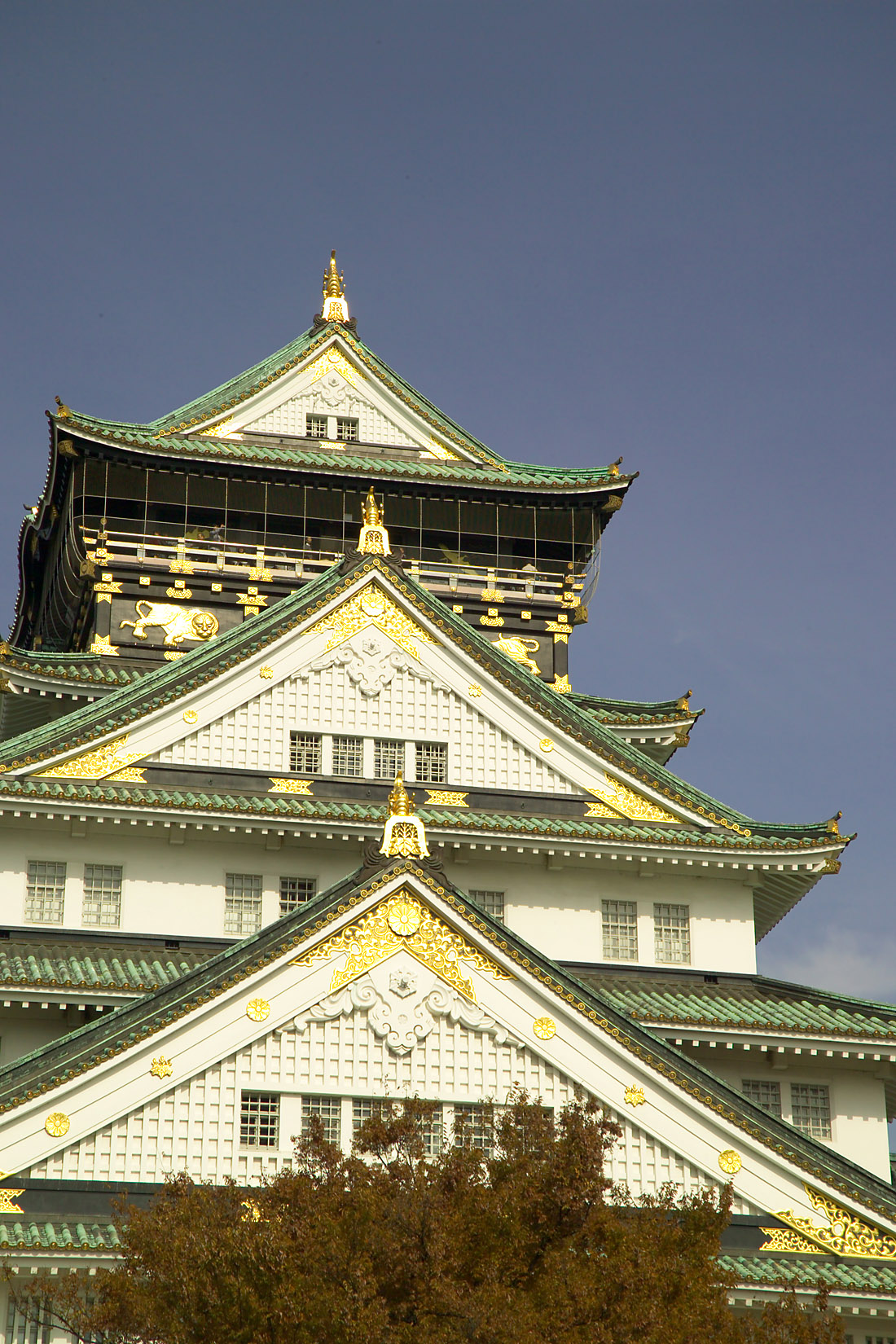
도쿠가와의 백색(1~4층)
도요토미의 흑색(5층)

현재 오사카와 오사카성의 상징인 천수각은 1928년 당시 오사카 시장인 세키 하지메가 재건할 것을 주창해, 1931년 성을 준공했다. 1930년대 이후 각지에 건설된 복원천수 1호였다.
건물은 도쿠가와 가문의 오사카성 천수대를 기반으로 철골콘크리트로 건설되었다. 천수각의 안은 박물관으로 사용하고 있다.
외관은 옛 그림을 토대로 새롭게 재탄생되었다. 오사카성의 천수는 도요토미 가문의 오사카성과 도쿠가와 가문의 오사카성과는 건설된 장소도 외관도 전혀 다르지만, 복원된 천수각에서는 1층부터 4층까지 도쿠가와 풍으로 백색인 회벽으로 하는 한편, 5층에서는 도요토미 풍으로 흑색에 금박으로 호랑이와 두루미의 그림을 그려 넣었다. 이에 대해 여러 가지 논의가 있었고, 도요토미 가문의 형식으로 전부 통일해야된다는 주장도 있었다.
1995년부터 1997년까지 성을 대폭 개수했다. 이 시기, 구조는 한신·아와지 대지진에 해당하는 진도를 견딜 수 있게 보강되었고, 외관의 벽도 다시 칠해졌다. 상처난 처마의 기와와 샤치호코, 귀면기와의 금박도 다시 입혀졌다. 또, 단체관광객과 신체장애자의 편의를 위해 승강기의 운행구간을 연장했다.
1997년 국가 등록문화재로 등록되었다.

## 남아있는 건조물

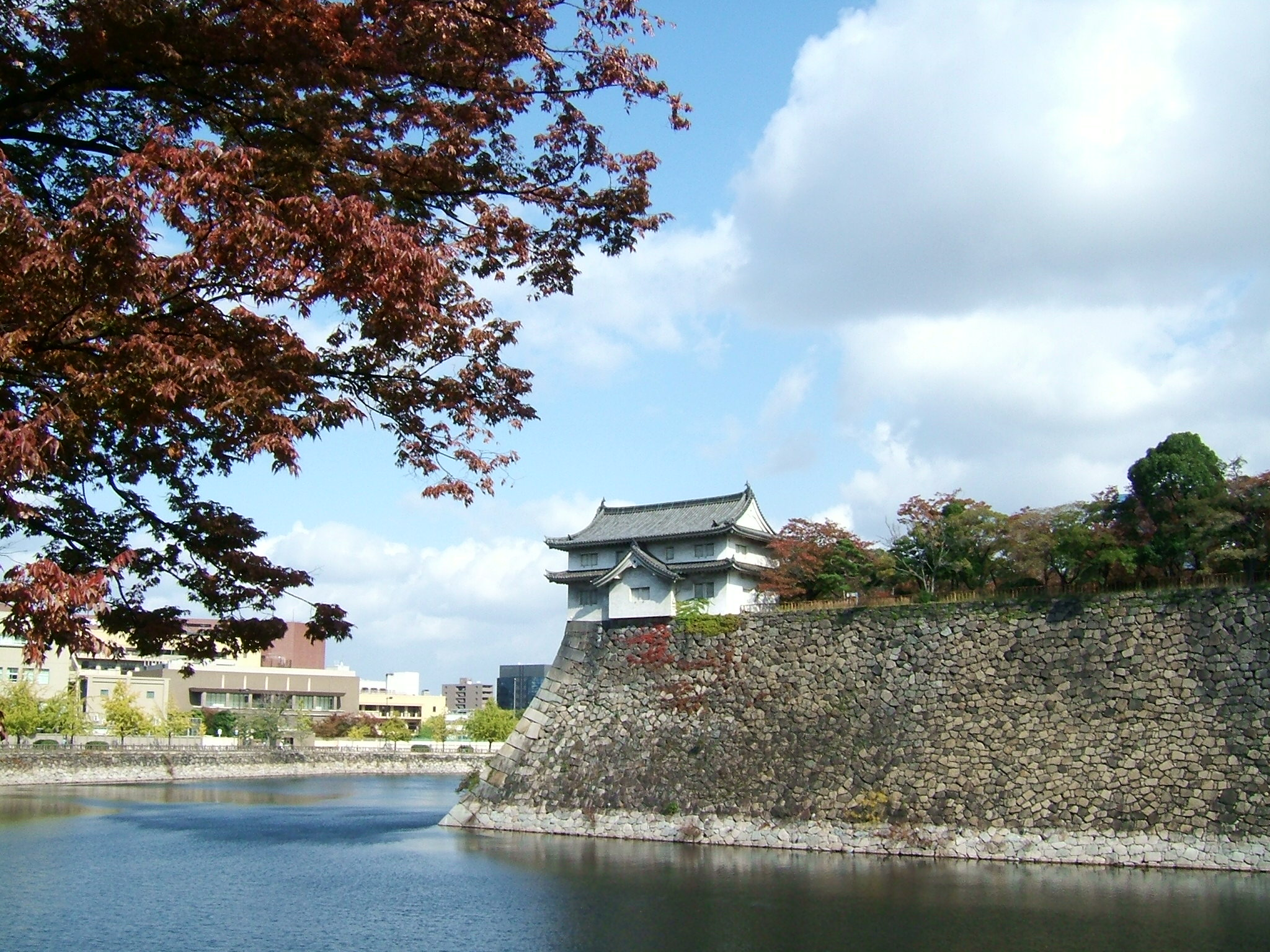
이누이 망루와 해자

현재 성내에는 오테 문, 엔쇼구라, 다몬 망루, 센간 망루, 이누이 망루, 이치반 망루, 로쿠반 망루, 가나구라, 사쿠라 문 등이 남아 있고, 국가 중요문화재로 지정되었다.
또, 현존하는 성벽도 많이 남아있다. 에도 시대의 오사카성은 에도 막부의 데쓰다이부신으로 건설되었기 때문에, 석벽에는 그 돌을 가지고 온 다이묘를 표시하는 각인이 남아있는 것을 확인 할 수 있다. 그리고, 그 돌들은 세토 내해의 여러 섬에서 가지고 온 것들이다.
그리고, 도요토미 가문의 오사카성은 에도 시대 오사카성을 축성할 때 파괴되거나 대지를 돋을 때 묻었기 때문에 현재는 볼 수 없다.
단, 무라가와 유키히로(현 오사카 경제법과대학 명예교수 및 고고학자)에 따르면 1950년대 중후반 즈음에 오사카성 종합조사에 의해 혼마루의 지하에 도요토미 가문의 석벽이 발견되었고, 현재는 일반에 개방되지 않고 뚜껑으로 구멍을 막아 지하에 보존하고 있다. 또, 2003년에는 오테 문앞 산노마루 해자터의 발굴조사에서 해자 내측 벽에 벙커와 비슷한 형태의 구조가 발견되었다. 이 발견은 해자 자체가 오사카 겨울전투를 즈음하여 급하게 매워졌다는 것을 뒷받침하는 증거이다.

## 교통
- JR 서일본 오사카조 공원 역
- JR 도자이 선 오사카조기타즈메 역(단, 조금 멀리 떨어져 있음)
- 오사카 메트로·게이한 전철 덴마바시역
- 오사카 메트로 다니마치 4초메역, 오사카 비즈니스 파크 역
- 오사카 메트로·JR 서일본 모리노미야역

## 같이 보기
- 일본 3대 명성
  - 구마모토성
  - 나고야성
  - 오사카성